# Barylypa indianensis
Barylypa indianensis är en stekelart som beskrevs av Dasch 1984. Barylypa indianensis ingår i släktet Barylypa och familjen brokparasitsteklar. Inga underarter finns listade.